# غنی و غریب
غنی و غریب (انگلیسی: Rich and Strange) فیلمی در ژانر رمانتیک به کارگردانی آلفرد هیچکاک است که در سال ۱۹۳۱ منتشر شد. داستان این فیلم توسط هیچکاک، همسرش الما لوسی رویل و وال والنتین از رمان دیل کالینز در سال ۱۹۳۰ اقتباس شد. از بازیگران آن می‌توان به بتی امان اشاره کرد.